# Nyepi
 Il Nyepi, o Giorno del silenzio di Bali, è l’Isakawarsa, il capodanno del calendario balinese Saka. È una festa religiosa e culturale radicata nell'Induismo balinese. I rituali che lo riguardano offrono una visione unica delle tradizioni e delle credenze dell’isola indonesiana.

## Etimologia del termine
La parola nyepi deriva dalla lingua balinese e significa "luogo del silenzio". Durante la durata della celebrazione, tutto ciò che è creato dall’orang (l’uomo) vive nel più totale silenzio.

## Storia
Il nyepi è un evento chiave nel calendario del Capodanno Saka, che si celebra il primo giorno di luna nuova del mese di marzo. I credenti ritengono che nelle ore di questo giorno gli dei e le anime dei morti scendano dal cielo per visitare Bali. 
Secondo le tradizioni indù balinesi, il nyepi rappresenta gli sforzi delle persone per mantenere equilibrio e armonia. Il rituale è anche pensato come un promemoria della costante battaglia tra il bene e il male. Simboleggia anche la purificazione dell'isola dai bhuta-kala, gli spiriti maligni, in preparazione al nuovo anno. 
L'isola si ferma per 24 ore. Vengono seguiti i complessi principi di catur bratat penyepian: nessun contatto visivo, verbale o fisico; poi niente luce artificiale, niente lavoro, niente viaggi, niente divertimento. Durante tutto il giorno, i credenti seguono un digiuno sia da acqua che da cibo, l’intero rituale è un momento di riflessione, meditazione e di profonda auto-purificazione spirituale.
Tutti, balinesi e non, hanno l’obbligo di rimanere chiusi nelle proprie abitazioni, nel silenzio. L’aeroporto di Denpasar rimane chiuso per tutta la giornata.

## Descrizione
Durante la preparazione all’anno nuovo, i balinesi seguono i bhuta yajna (i rituali sacri), una lunga serie di cerimonie tradizionali e religiose. I giorni che precedono il capodanno sono tutt'altro che tranquilli. 
- Ogoh-ogoh[4]

Enormi pupazzi di materiali organici vengono preparati dai più giovani per diverse settimane prima dell’anno nuovo. Raffigurano le effigi dei demoni bhuta-kala della mitologia indo-balinese. Vengono costruiti per la parata ngrupuk in onore degli spiriti malefici che si tiene durante la vigilia del nyepi. I pupazzi sono costruiti con carta di riso, foglie di cocco e bamboo e poi colorati. 
- Melasti[5]

Tre giorni prima del nyepi inizia il melasti, la cerimonia di purificazione per eccellenza. 
Durante il rituale, i balinesi indossano abiti tradizionali e portano con sé gli oggetti domestici sacri. Vanno in processione verso il mare e sulla spiagge si accalcano, per purificarsi con l'acqua salata dell'oceano, amritha. Pregano ed eseguono rituali che simboleggiano la purificazione di tutto l’universo dell’impurità, la cattiveria e la negatività. 
- Mecaru[6]

Il giorno prima del nyepi, durante il tilem (la luna nera), si tiene la cerimonia mecaru la cerimonia della armonia, caru. Questo rito dura tutta la giornata. 
Si inizia con i rituali privati dell’alba, in cui ogni famiglia prepara offerte per le divinità del male Bhuta Raja, Bhuta Kala e Bhatara Kala presso il tempietto domestico, il pelinggih. L'offerta specifica consiste in del riso e dei fiori coi cinque colori del Creato, del brumbun (pollo colorato) e del  tetabuhan arak (I'll rum di cocco). 
Durante la giornata si purificano le abitazioni, il riso viene sparso intorno alle case. Mentre un pemangkus (sacerdote) suona un kentongan (tamburo di bambù), col quale rumore disperde gli spiriti maligni. 
Nelle stesse ore, le vie dei villaggi si riempiono di processioni di bambini, solo maschi, vestiti rigorosamente di bianco. Tutti impugnano la fiaccola accesa dal "sacro fuoco" che durante la nottata brucerà gli enormi pupazzi. La cerimonia prende il nome di tawur kesanga.
Dopo il tramonto inizia il ngerupuk anche detto pengerupukan. In tutta l'isola, partono le parate degli ogoh-ogoh che vagano immense per ogni dove, accompagnate da musiche e danze. Prima della mezzanotte, tutte le processioni si dirigono verso l'oceano e si raccolgono sulle spiagge per bruciare i pupazzi.  
Nel villaggio di Pakraman Nagi nel distretto di Gianyar, a 30 chilometri da Denpasar, si celebra il mesabatan api (la lotta del fuoco). Questa tradizione è rimasta viva solo in questa località e si tiene prima dell'ultima mezzanotte dell'anno balinese.
I giovani maschi si impegnano in una battaglia a gusci di cocco in fiamme. La maestria di questi è nello schivare i carboni ardenti prodotti dalle fiamme dei cocci. Lotta che simboleggia la purificazione dal male.
- Ngembak Geni

Il primo giorno dell’anno balinese è il secondo giorno di luna piena del mese di marzo, ed in esso si celebra il ngembak geni (l’accendere il fuoco). È un giorno di perdono e riconciliazione, in cui le persone festeggiano un nuovo inizio d’anno. I parenti e gli amici si scambiano piccolo doni di frutta e fiori, si adornano con fiori di vari colori le autovetture e si preparano particolari offerte sacre sia nelle case che nei templi.

## Galleria d'immagini

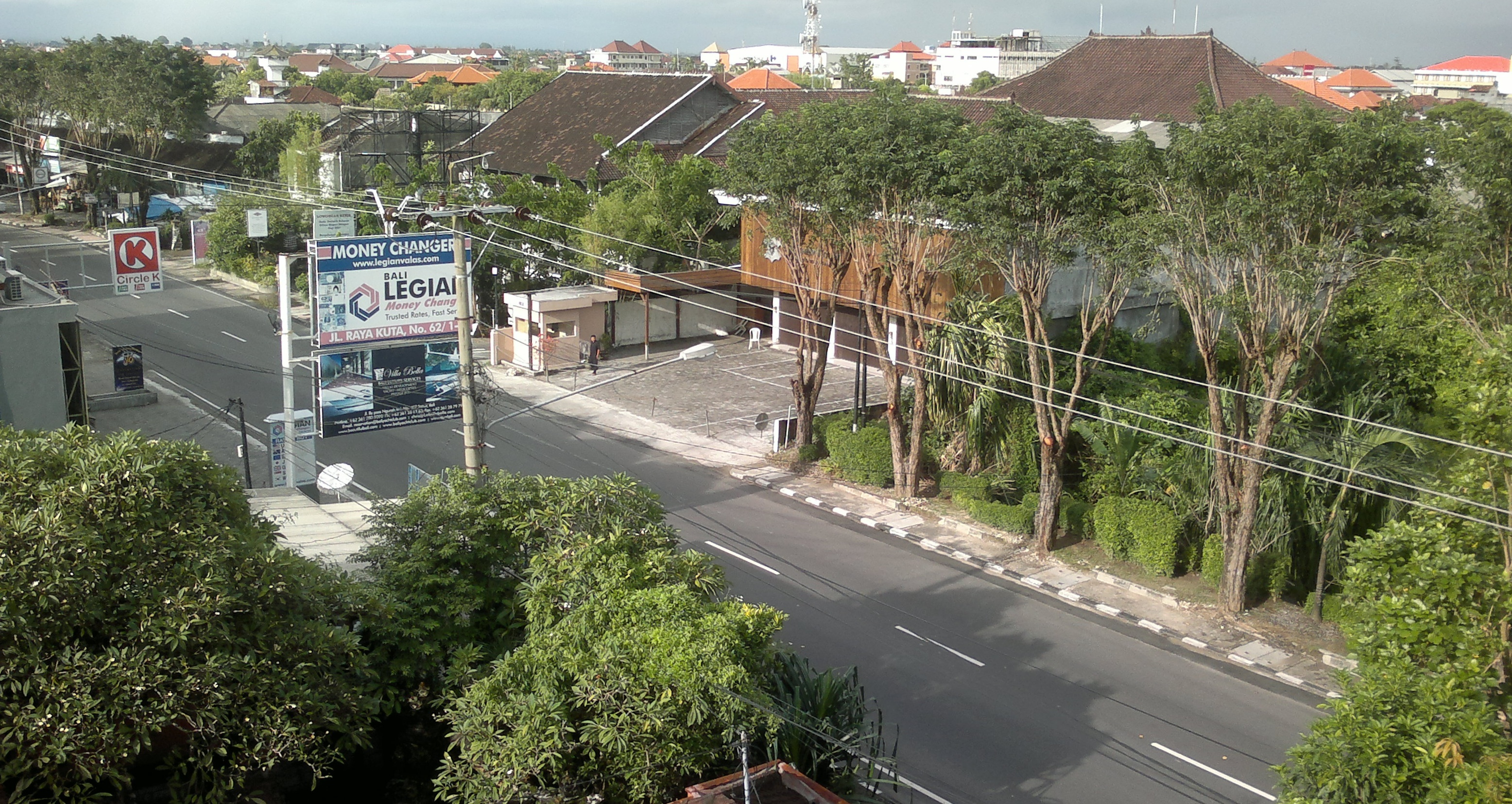
Le vie di Bali vuote durante le ore della giornata del nyepi.
Una processione di purificazione degli oggetti sacri durante il giorno del melasti.
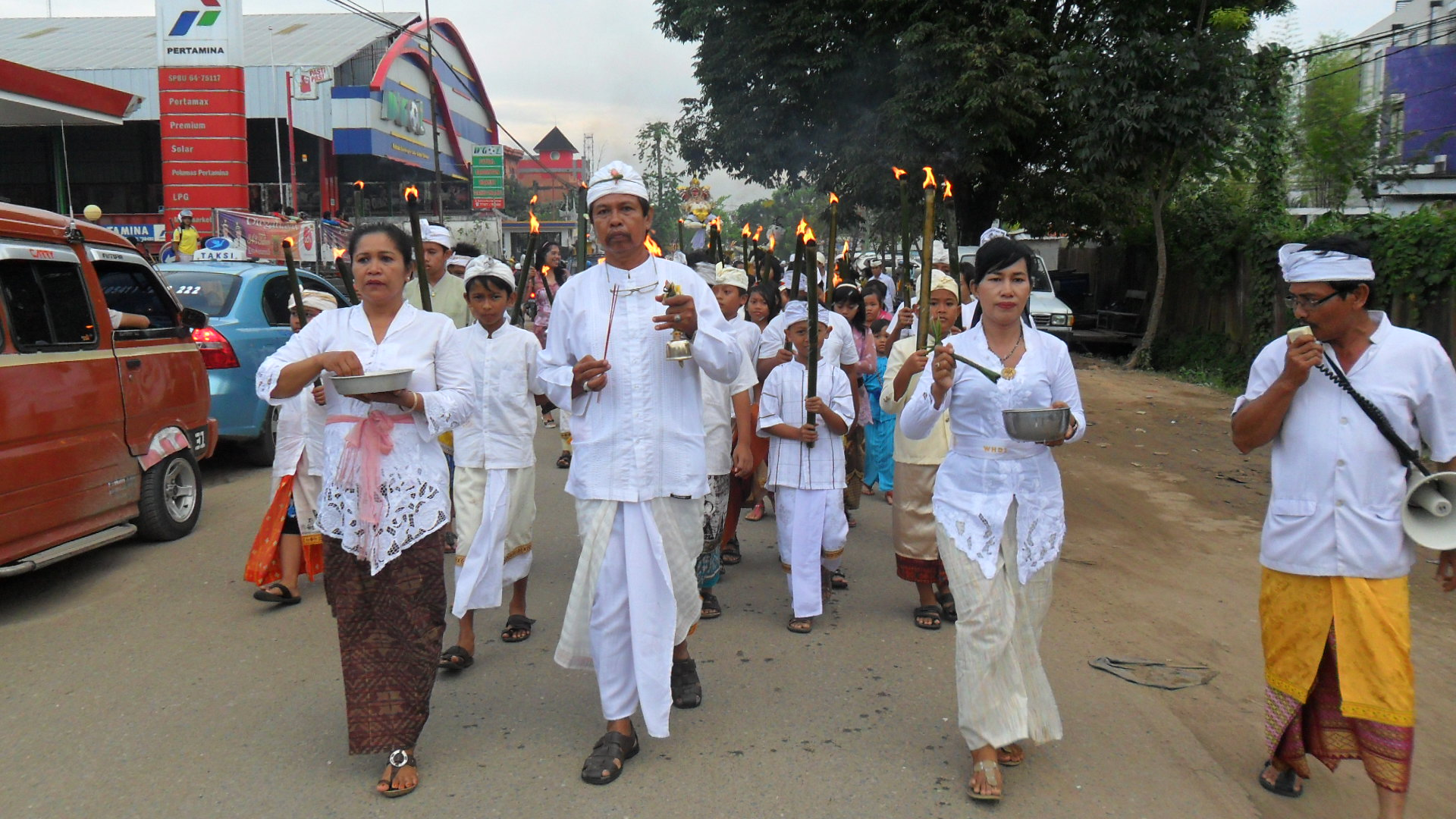
La parata dei bambini in processione con le fiaccole del fuoco sacro per il falò notturno dei pupazzi di ogoh-ogoh.
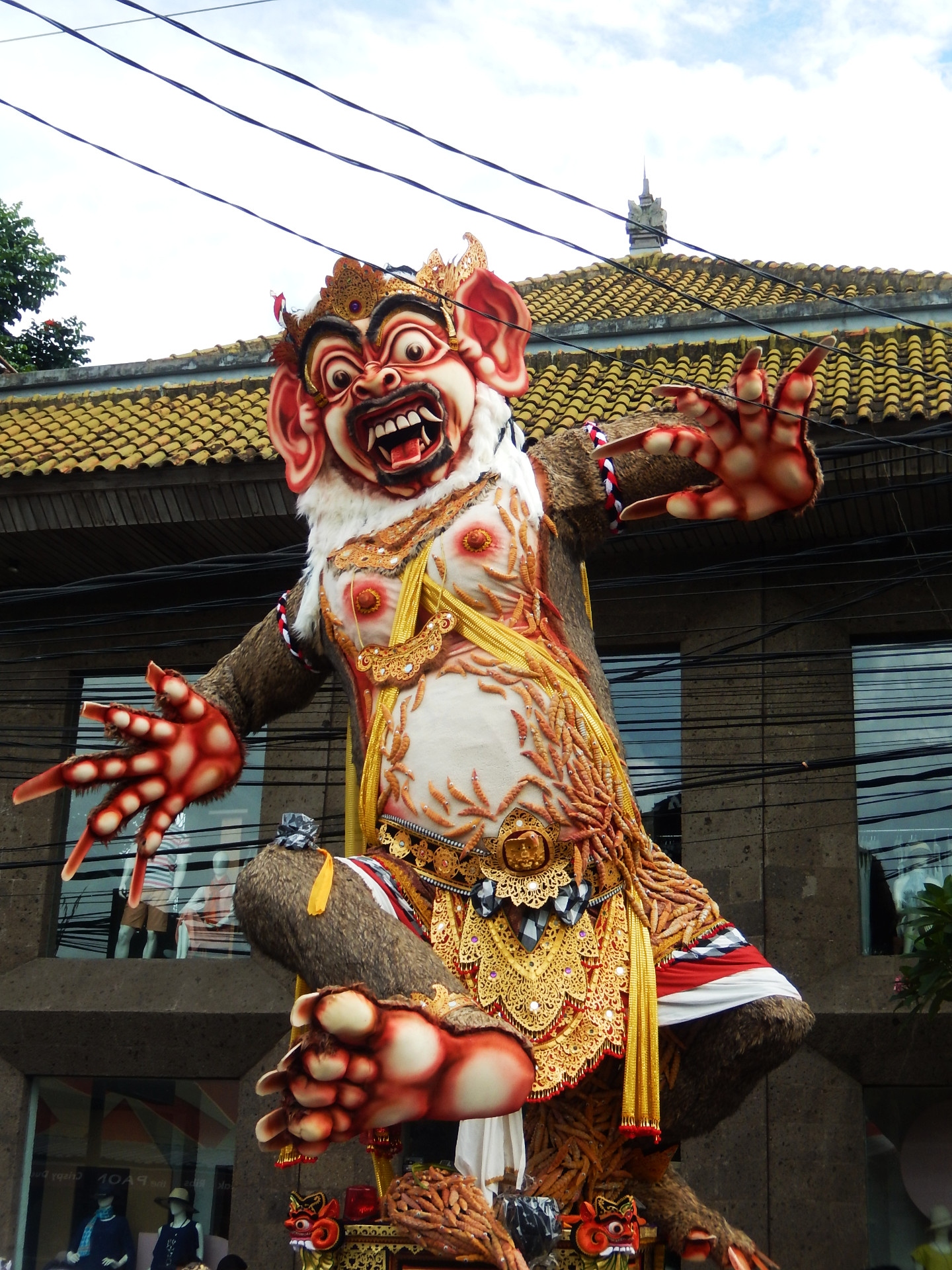
La parata dei mostri balinesi, durante la lunga giornata della mecaru, la luna nera.
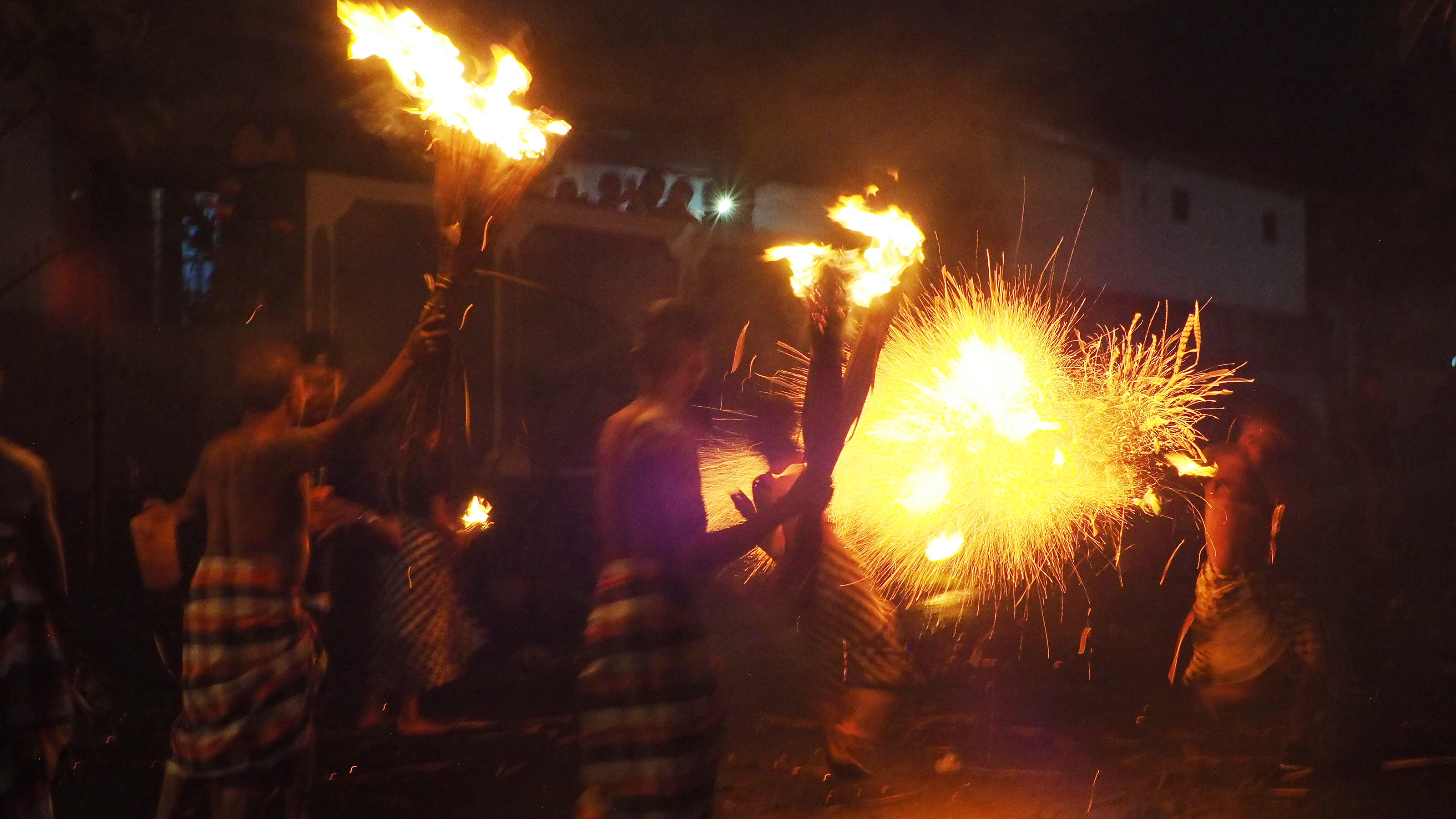
Il falò che brucia i pupazzi ogoh-ogoh nel villaggio di Padang Bulia del distretto di Buleleng.
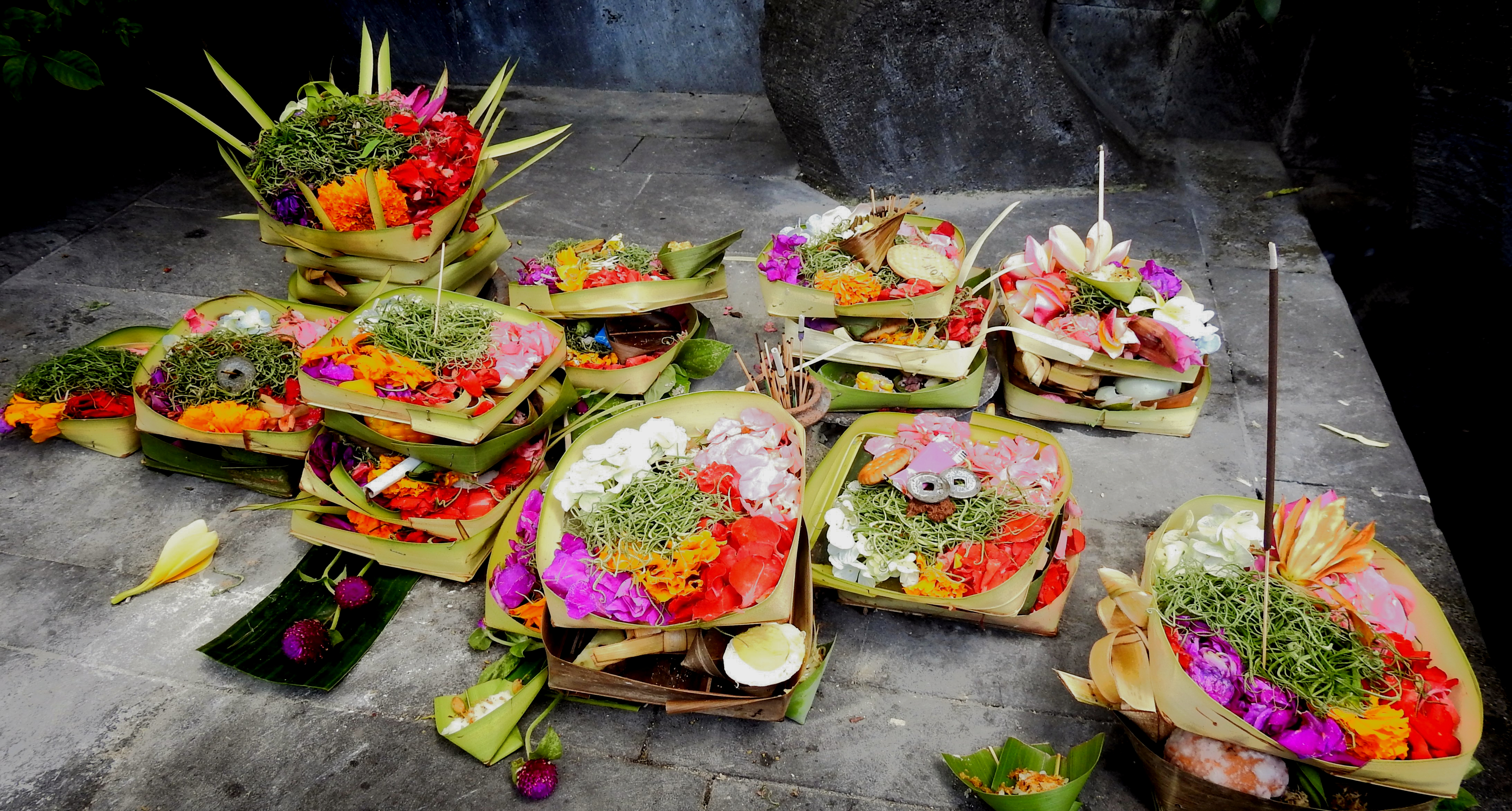
Le offerte agli dei in un templio di Bali nei giorni del nyepi.